# ペルシダー・シリーズ
ペルシダー・シリーズは、エドガー・ライス・バローズによるアメリカのSF小説のシリーズ名。全7巻。地底世界シリーズとも表記する。
本項では、最終作"Savage Pellucidar"の版権を有している早川書房版の表記に準ずる。

## 概要
地球空洞説を採用したSF作品ではあるが、冒険小説としての面が強い。原始人や恐竜などの古生物も登場するが、オリジナルのモンスターも登場する。バローズの4大シリーズでは3番目に開始された。

### 各作品の概略
第1巻
主人公デヴィッド・イネスと老技術者アブナー・ペリーが、試掘機・鉄モグラ（機械もぐら）の試運転を行うが、事故により地球内部の世界に到達する。そこは翼竜から進化したマハールが、原始人類を支配している世界だった!
数々の冒険を経て、デヴィッドは地上に戻ってくるが、地上では10年が過ぎていた。
第2巻
ペルシダーに帰還したデヴィッドが、ガークやダコール、ジャたちの部族をまとめて帝国を造り、マハールを領土から一掃する。
本作をもって、ペルシダーシリーズは一度完結している。
第3巻
新たな敵・コルサール人が出現。ついに皇帝デヴィッドも捕らえられる。主役は疾風のタナー（ガークの息子）。
第4巻
ジェイスン・グリドリーはデヴィッド救出隊を組織。ターザンをスカウトし、飛行船O-220号でペルシダーに乗り込む。
第5巻
前巻で消息を絶った、フォン・ホルストの冒険譚。
第6巻
フォン・ホルスト探索に旅立ったデヴィッド・イネスが、帰路で遭遇した冒険。
第7巻
アブナー・ペリーの開発した気球により、デヴィッドとダイアンは新たな冒険に巻き込まれる。
主役はデヴィッドと、快速のホドン（ペルシダー帝国所属）。
青銅器文明と宗教を持つ、黄色人種が登場する。
第3巻から第5巻は3部作（第6巻を含めると4部作）となっているが、この3部作のプロットは、『時間に忘れられた国』（1918年）の構成とほぼ同じである。
なお、第7巻の第1部~第3部は、第6巻に先駆けて発表されている。

## 初出、単行本化、邦訳等の一覧
ペルシダー・シリーズは全7巻で構成されている。以下、原題と、2種類の邦題、連載期間、刊行年を示す。
創元推理文庫版第1巻『地底の世界ペルシダー』の表紙は、当初は武部本一郎が手掛けていたが、『地底王国』（1976年）として映画化されたのを機にカラーイラストに切り替わっている。裏表紙も同作のモノクロ写真（鉄モグラ(ハヤカワ文庫SF版は鉄製もぐら)の姿）となっている（1978年1月20日 第7版）。口絵・挿絵は一貫して武部本一郎の絵である。第2巻以降は表紙、口絵、挿絵すべて、武部画以外存在しない。
ハヤカワ文庫SF版（地底世界シリーズ）では、柳柊二が全てを手がけている。
| No. | 原題                       | 連載                                                                 | 刊行                       | 邦題 （早川版/創元版）                      | 日本での刊行 （早川版/創元版）               |
| --- | -------------------------- | -------------------------------------------------------------------- | -------------------------- | ------------------------------------------- | -------------------------------------------- |
| 1   | At the Earth's Core        | オール・ストーリー ・ウィークリー 1914年4月4日号 ～25日号（4回）     | 1922年 マクルーグ          | 地底世界ペルシダー 地底の世界ペルシダー     | 1971年1月31日 佐藤高子 1973年5月18日 厚木淳  |
| 2   | Pellucidar                 | オール・ストーリー・キャバリュ ・ウィークリー 1915年5月1日号～29日号 | 1923年 マクルーグ          | 危機のペルシダー 翼竜の世界ペルシダー       | 1971年2月28日 佐藤高子 1974年8月16日 厚木淳  |
| 3   | Tanar of Pellucidar        | ブルー・ブック 1929年3月号～8月号（6回）                             | 1930年 メトロポリタン      | 戦乱のペルシダー 海賊の世界ペルシダー       | 1971年4月30日 佐藤高子 1975年5月16日 厚木淳  |
| 4   | Tarzan at the Earth's Core | ブルー・ブック 1929年                                                | 1930年 メトロポリタン      | 地底世界のターザン ターザンの世界ペルシダー | 1971年5月31日 佐藤高子 1976年6月25日 厚木淳  |
| 5   | Back to the Stone Age      | アーゴシー 1937年1月9日号 ～2月13日号（6回）                         | 1937年 バローズ 出版社     | 栄光のペルシダー 石器の世界ペルシダー       | 1971年8月31日 関口幸男 1976年10月22日 厚木淳 |
| 6   | Land of Terror             | なし（単行本が初出）                                                 | 1944年 バローズ 出版社     | 恐怖のペルシダー 恐怖の世界ペルシダー       | 1971年9月20日 関口幸男 1977年3月18日 厚木淳  |
| 7   | Savage Pellucidar          | 下記参照                                                             | 1963年 カナベラル ・プレス | ペルシダーに還る 美女の世界ペルシダー       | 1972年1月31日 佐藤高子 1977年4月8日 厚木淳   |
| 7-1 | The Return to Pellucider   | アメージング・ストーリーズ 1942年2月号                               | -                          | ペルシダーに還る ペルシダーに帰る           | -                                            |
| 7-2 | Men of The Bronze Age      | アメージング・ストーリーズ 1942年3月号                               | -                          | 青銅器時代の男たち 青銅器時代の人間         | -                                            |
| 7-3 | Tiger Girl                 | アメージング・ストーリーズ 1942年4月号                               | -                          | 虎の女 剣歯虎の女                           | -                                            |
| 7-4 | Savage Pellucidar          | アメージング・ストーリーズ 1963年11月号                              | （執筆は 1944年）          | 野性のペルシダー -                          | -                                            |

### 第7巻
第7巻は、4つの短編（中編）で構成されている。早川書房が版権を独占所有しているため、第4部は創元版ではダイジェストとなっている（282頁の「8 大団円」から289頁まで）。創元版では、原書の表記は、
The Return to Pellucider
Men of The Bronze Age
Tiger Girl
となっており、年表示も1942年となっている（第4部はバローズの死後に発見された）。生前、バローズは第7巻にGirl of Pellucidarのタイトルを準備していたという。創元版の邦題は、バローズの意思を尊重してつけられたものである。ちなみに、本シリーズ以前に邦訳された『金星の魔法使』の「解説」では、"Savage Pellucidar"は「野蛮なペルシダー」と訳されている。
なお、連作短編（連作中編）方式は、バローズの晩年の特徴であり、火星シリーズの第10巻も同じ4部構成である。「木星の骸骨人間」（火星シリーズ最終作）、「金星の魔法使」（金星シリーズ最終作）も、未完の連作の第1部となっている。

### 少年少女向け
1960年代から70年代にかけて、第一作のみで完結する形で少年少女向けの邦訳版が刊行されている。主なものを挙げる。
『地底恐竜テロドン』　偕成社　SF名作シリーズ7　久米元一訳　1967年
地底世界の支配者が、ランフォリンクスではなくプテラノドンから進化（つまり原作におけるシプダールと同一扱い）した「テロドン」である事、物語の最後にペリーがデビッドと一緒に地上に帰還し、すぐに亡くなってしまう事、原作の「ジャ」に相当する人物の名前が「ブラック＝スター」である事など、表面的にはかなりの改変が目立つ。しかし展開自体は第一作に概ね忠実に進められる。
『地底世界ペルシダー』　あかね書房　少年少女世界SF文学全集7　野田昌宏訳 1971年
原作と違い、デビッドの年齢が出発当初から30歳となっている、原作にあったダイアンとの仲違いがない、終盤でフージャが転落死する、ラストはペリーと共に鉄モグラに向かうシーンで終わる、等の違いが見られる。
『ペルシダ王国の恐怖』　国土社少年SF・ミステリー文庫8　福島正実訳 1983年
ページ数が少ないため、エピソードは大幅にカットされている。しかし、上述の二作と違い原作同様に、冒頭と締めは、地上に脱出してきたデビッドと出会った第三者の一人称、それ以外はデビッドが件の人物に語る形での一人称で書かれている。
これらは全て上述のように第一作のみの邦訳であり、二作目以降は刊行されていないが、どの訳書でも、全七編のうちの第一作である事は訳者の後書きで一応説明されてはいる。

## 地底世界の概要
地球空洞説を採用していることと、恐竜などの古代生物が登場するのが特徴である。

### 地底世界の地理
地球の内部にあるペルシダーには、水平線が無い。水平線を探していると、頭上を見上げることになる（雲に遮られない場合）。そのため、山はシルエットが浮かび上がらず、目立たない存在となっている。
地球の中心部（核の位置）には輝く物体があり、太陽の役割を果たしている。このため、ペルシダーは昼間だけの世界であり、夜は訪れない（「恐ろしい影の国」を除く）。この事は、時間の概念がない（あるいはあやふやな）ことの要因となっている。
月に該当する天体も浮かんでいるが、公転周期と地球の自転が一致しているため、常に同じ地表に影を落としている。その場所は「恐ろしい影の国」と呼ばれている。
北極には巨大な穴が開いており、地表との行き来が可能になっている（第3巻、第4巻）。南極にも同様の穴があると（作中では）推測されている。
地底の太陽は、目視による計測では、地上で見る太陽の3倍は大きい。これにより、ペルシダーの平野の気候は暑い。高山や北極近辺では、当然ながら気温は下がる（雪山も存在している）。
陸地が3/4、海が1/4を占めている（地上と凹凸が逆になっており、地上の海が地底の陸、地上の陸が地底の海となっている）、と、当初、アブナー・ペリーは推測していた（根拠は、マハールの図書館にあった地図）。しかし、実証されておらず、後年、デヴィッドは懐疑的な姿勢もとっている。

#### 時間の概念
ペルシダーのほとんどは昼であり、夜は訪れない（逆に、「恐ろしい影の国」には夜しかない）。そのため、ペルシダー人には時間の概念がない。しかし、食事の回数で時間経過を示す場合がある。
ただし、その概念は正確なものではないため、「（花嫁泥棒の際は）行きは遠いが、帰りは近い」という、奇妙な感覚を示す場面もある（行きはゆっくりしているので食事の回数が多いが、帰りは急いでいるので食事の回数が少なくなる）。
第2巻で、デヴィッドは月の表面に注目、目標物（月の自転）の確認で時間を計ることを思いつき、ペルシダー帝国に取り入れた。しかし、第3巻冒頭では、早くも破棄する勅命を出さざるを得なくなっている。

### 地底世界の生物
知的生物については次節を参照。恐竜、翼竜、魚竜の他、マンモスや剣歯虎も登場する。既知の生物の内、多くは絶滅種である。これらの多くは並外れた巨体と、恐るべき生命力、そして荒々しい気性を持っている。一部の地域には、生存する種族が限定されているものの、大抵の地域では、ほとんどの動物が見られる。また、未知の生物も生息している。
アズダイリス
アズは海を意味している。直訳すると「海のダイリス」。実際にはイクチオサウルスを指している。
オルソビ
小型の馬。
ギョール
トリケラトプス。草食だが好戦的な性格。
コドン
創元版ではコードン。大型の狼。
ゴロボオ
創元版ではゴロボール。第4巻に登場。ホリブ（蛇人間）に乗用とされている。パレイザウルスに該当。
サグ
牛の先祖（ボス）。タラグと一騎討ちの際には、ツノにモノをいわせて放り上げる。
ジャロック
ヒエノドン。犬の先祖と思われ、飼うことが可能。第2巻でデヴッドはラジャと名づけ、パートナー（愛犬であり、番犬であり、猟犬でもある）とした。第7巻第4部では、ザーツ族に飼われており、オー・アアはその一頭にラーナと名付けた。
口論の際、罵り（侮蔑）として使われる。
巨大な蟻
第6巻に登場。名称不明。人間ほどの大きさの蟻。集団生活を行う。デヴィッドも捕獲され、巣穴に引き込まれた。
巨大なアリクイ
第6巻に登場。名称不明。前述の巨大蟻を捕食する。
巨大な蛇
第4巻に登場。名称不明。フェリ族の集落の近くでジェイスン・グリドリーに目撃された。
象ほどの大きさのトラコドンを、丸呑みにするだけの大きさを持っている。
ザリス
ティラノサウルス。第5巻でフォン・ホルストが「死の森」で出会った個体は幼体のため、2メートルほどしか無かったが、それでも脅威となった。
シシック
巨大な両生類（ラビリントドン）。後ろ足で立つことも可能。デヴィッドが襲われた際は、ジャに救われた。
シプダール
プテラノドン。野生種の他、マハールにボディガードとして飼育されているものもいる。
ダイリス
メガテリウムの一種。ナマケモノ、もしくは熊に似ているという。
ダイロドル
創元版ではダイロドール。第4巻に登場。ステゴサウルスだが、背中の突起物を水平にすることで、グライダーのように滑空できる。その際、尾は舵の役割を果たす。好戦的な性格。
タ・ホ
洞窟ライオン。
タ・ホ・アズ
直訳すると「海のタ・ホ」。首長竜の一種。
タラグ
剣歯虎。群れで狩りをする、という知恵を発達させている。しかし、計画的に殺すこと（加減）ができず、余計な殺戮までしてしまう。ジェイスン・グリドリーの見たところ、過殺戮で遠からず餌が無くなり、剣歯虎自身も滅びる運命にある。
タンドール
マンモス。これを単独で狩るのは、かなりの狩猟の達人である。フェドール（ステララの実の父）は、一度失敗している。
マンモス族は、これを飼いならし、乗用としている。フォン・ホルストは、この一頭を助け、パートナーにしている。
タンドラズ
直訳すると「海のタンドール」。プレシオサウルス。複数形はタンドラジス。
トロドン
第5巻に登場。オリジナル・モンスター。
四肢の他に翼を持つ、有袋爬虫類。体高は4メートル50センチほど。カンガルーに似ている。
人間や鹿などを捉え、巣に飛んで帰る習性を持つ（雛の餌として）。舌先に神経を麻痺させる毒を持ち、これで巣の中に獲物を生かしたまま捕らえておく。円状に餌を配置しておき、雛が孵るたびに、一方の端から食わせていく。
フォン・ホルストを捕らえたが、毒を首筋に注入する際、襟が邪魔になったため、十分な効力が得られず、麻痺から回復されてしまう。
マホ
マストドン。第6巻で、デヴィッドはこの家族と協力関係になった。
リース
洞窟熊。ライス、リス（創元版）と訳される場合もある。
リディ
ディプロドクス。「恐ろしい影の国」にあるスリアでは乗用として飼われている。ダイアンの兄、ダコールも使用した。

### 地底世界の知的生物
知的生物のうち、主なものは地上人に似たペルシダー人である（ただし、多くは原始人レベル）。

#### ペルシダー人
ペルシダー人は、基本的に白人（メゾプ族などの海洋民族は、赤銅色に日焼けしている）で、石器時代レベルにある。例外は4つである。
1. デヴィッド・イネスの建国したペルシダー帝国
2. コルサール人
3. ロロ・ロロの市民と、タンガ・タンガの市民
4. 浮遊群島のルヴァ族とコ・ヴァ族

本来のペルシダー人の武器は、石器の短刀、石の穂先の槍程度である。弓矢に関しては所持している部族と、存在を知らない部族がある（サリ族、アモズ族などの主要部族も、ペルシダー帝国に組み入れられるまでは知らなかった）。しかし、中には、松明の煙を煙幕にする部族もいる（女戦士のオーグ族）。
ペルシダー人は帰巣本能が発達しており（しばしば伝書鳩に例えられる）、自分の生まれた場所への最短距離を見つけることができる（ただし、現実には崖などの難所は迂回しなければならない）。陸で生まれた者は、海上ではこの本能は働かない。デヴィッドはこの能力がないため、視力が発達した。また、ペルシダー人は地形を覚える能力にも秀でている。
なお、ペルシダー人は「モロプ・アズ（炎の海）」という一種の宗教概念をもっている。これは、マグマが由来になっているもので、「ペルシダーの大地は炎の海（地獄）に支えられている」と考えられている。また、土葬にすると「小悪魔が、死体を一部ずつモロプ・アズへ運ぶ（実際は腐敗と分解）」と信じており、敵は憎しみを込めて土葬にする一方、家族や愛する人が死んだ場合は鳥葬にして「死人を天空（太陽）へ運んでもらう」と期待している。
求婚に際しては、「花嫁候補の住まいの前に、獲物の首を置く」という方法が見られる（第1巻、第5巻）。ダイアン（第1巻）の場合、他の求婚者は、それより大きなものを捧げなければ、求婚の権利を得られない。父や兄が代わりの首を置けば、求婚を断ることができたが、父は負傷、兄は不在のためそれが出来ず、逃走するしかなかった。第5巻では、そういう事例は示されず、ラ・ジャは拒否の意思と示すため、死を選ぼうとした。他の作品では、『石器時代から来た男』（1914年~1915年）に、類似の例が見られる。
ペルシダー帝国のペルシダー人
デヴィッド・イネスとアブナー・ペリーによって文明をもたらされ、銃火器や帆船、無線、気球などを入手した。
タナーなどはそのためにプライドが高く、帝国の人民である自分たちを「ペルシダー人」と呼んでいる。しかし、実戦に際しては、ライフルを放り投げて石斧で切りかかったり、あるいは銃身を持って棍棒代わりに使用することもある。
海軍の艦船は、第2巻で初建造されたが、その時、命名にルールが設けられた。第一級戦艦は王国の名を、装甲巡洋艦には王の名を、巡洋艦には都市の名をつける、というもので、第1号の艦船は、戦艦サリ号と命名された。後（第7巻）に、同名の艦（ESPサリ号）が建造・運用されている。ESPは、エンパイア・オブ・ペルシダー・シップ（創元版では、さらに「ペルシダー帝国船」とも書かれている）の略称で、USS（ユナイテッド・ステーツ・シップ）カリフォルニア号を参考に命名された。なお、快速帆船ジョン・タイラー号に関しては、設計者のアー・ギラクが命名したため、このルールからは外れている（ペリーが許可した）。
コルサール人
ペルシダー帝国以外のペルシダー人で、近代文明（火器、帆船）を有するのがコルサール人(Korsars)である。彼らは、大航海時代に北極の開口部から辿り着いた海賊（私掠船。コルセア(Corsaire)）の子孫であり、ペルシダー帝国の北方に領土を構えている。しかし、火薬の性能は悪く、発射できる可能性は半々であり、戦力は人海戦術によって支えられている。
当代の頭首はエル・シドであるが、この名前は、11世紀に実在したエル・シド（El Cid、ロドリーゴ・ディアス・デ・ビバール）に由来する、とデヴィッドは推測している。また、首都は壮麗であり、これには建設中のペルシダー帝国の首都も霞んで見える（タナーの印象による）。建物はムーア風のものがある。
一般的なコルサール人は悪漢として描かれており、好感の持てる人物はラジョ（第4巻）、フィット（第3巻）の2人程度で、フィットすら友人とはなりえなかった。
ロロ・ロロとタンガ・タンガ
ペルシダー帝国から西へ進み、無名海峡を超えた大陸に存在する城塞都市である。この2つの都市の住民は黄色人種で、青銅器文明に達しており、宗教と貨幣経済を有している。「地上に縁のないペルシダー文明」に限れば、最高の文明である。
浮遊群島の部族
ルヴァ族とコ・ヴァ族は、文明の点では、他のペルシダー人と同様（帆も弓矢も知らない）だが、黒人である点が異なる。非常にプライドが高く、本土から白人を攫った際は、奴隷にするだけで結婚はしない。
その他、オーグ族とジュカン族については、次節で説明する。

#### その他の知的生物
サゴスは少なくとも2個所に生息しているが、それ以外は局地的な種族である。オーグ族とジュカン族はペルシダー人と思われるが、変種の面が強調されているので、こちらで説明する。
マハール
第1巻では、陸海空に適応した、ペルシダーの支配者として登場。翼竜のランフォリンクスから進化した。人工授精により繁殖するため、女性だけで構成されている。
聴覚がなく、言語による会話能力を持たない。意思の疎通にはテレパシーに似た方法（4次元に意思を投射し、第六感で交信する）を使用する。象形文字と図書館を持っている。
催眠術を使用することができる。ペルシダー人の踊り食いをする場合は、相手を催眠状態にし、苦痛を麻痺させる。
第2巻のクライマックスで、主人公の建国したペルシダー帝国との戦争に敗北し、支配者の座を明け渡す。しかし、ペルシダー帝国の辺境には、残党が潜んでいることが確認されている。第3巻では、コルサール人によって虐殺され、ペルシダー帝国に保護を求めた。その後の消息は不明。
サゴス
類人猿に該当する。頭部がゴリラに似ており、ゴリラ人間とも呼ばれる。
第1巻、第2巻では、彼らは、マハールの下僕として人間狩りを行っていた（マハールと意思を疎通できるのは、サゴスだけだと言われている）。ペルシダー帝国の領土では、第3巻の冒頭まで存在が確認されている。
第4巻では、コルサール人の領土に比較的に近い場所（「シプダールの山々」の側）に生息している部族が登場。ターザンは彼らと接触し、彼らがアフリカの同種と同じ言葉を使っていることに驚いていた（ちなみに、ター・ザン(Tar・Zan)とは「白い」、「肌」の意味である。白人は「タルマンガニ」、黒人は「ゴマンガニ」と表現するが、「マンガニ」は類人猿の意味も持っている）。
グル・グル・グルの一族
部族名不明。第2巻に登場。
グル・グル・グルを族長としている。フージャの本拠地の島に住んでいる。顔は羊に似ているが、他の部分は猿人的な外見をしている。
顔は恐ろしげだが、農耕民族であり、比較的おとなしい。デヴィッドを捕虜にしたものの、同じくフージャを敵としていることが判り、和解した。
コリピーズ
第3巻に登場。単数形ではコリピ。アミオキャップ島の地下に住む地下人間（創元版では地底人間）。
顔はのっぺらぼうのようで、目のあるべき部分には突起しか見えない（しかし、視力はある）。肌は死体のようで、無毛。手はカギ爪のようで、これが武器になっている。弱点は目。
醜悪な姿をしているが、力は強い。文化の程度は低く、人肉を食するのが最高の娯楽。
ホリブ
第4巻に登場。蛇人間と呼ばれる。
リザードマンタイプの生物で、手の指は5本だが、足の指は3本。武器は槍。顔は蛇に似ているが、短い2本のツノがある。腹部を守るため、前掛け状の防具を身につけている。
ゴロボオと呼ばれる生物を使役し、乗用にしている。ゴロボオは、ターザンの知るところでは三畳紀のパレイザウルスに該当する。
ガナク
第5巻に登場。牛人（牛人族）、あるいは野牛人と呼ばれる。ツノの生えた半人半獣の種族。
ペルシダー人を捕らえ、奴隷としている。肉は食べないが、性格は残虐。知能は低く、弓矢（武器）を理解できない。ただし、マンモス狩りの際に陣形を取り、効果的に攻撃を加えることはできる。
ゴルプス族
第5巻に登場。
肌は白く、髪は白髪。目はピンクや赤。女性と子供もいるが、多くは男で、およそ700人程度。喜びを知らない部族。
なぜか「クリーヴァー（肉切り包丁）」や「ダガー（短剣）」の単語（英語）を知っている。別世界（地上）で殺人を犯した記憶を有しており、それを何度も思い出し、陰鬱な気分を味わっている。
フォン・ホルストは言葉を濁しているが、「悪事を働いた地上人が、（罰として）転生した」と想像している模様。
人肉を食するため、捕虜を飼っている。
オーグ族
創元版ではウーグ族。第6巻に登場。女戦士の部族（女性上位社会）。
全身毛むくじゃらで、頬髯も生えている。男のような性格・能力を持っている。武器にパチンコ（スリングショット）を有する他、松明の煙を煙幕に使用する。
反対に、男性は華奢で女性のような体力しかない。ゲフ、ジュロクという部族が近隣に存在している（どちらも女戦士の部族）。
ジュカン族
第6巻に登場。狂人ぞろいの一族。程度は様々で、無害なタイプから猜疑心の強いタイプ、あるいは破壊衝動に駆られているタイプ、など、多種多様に渡る。
さすがのデヴィッドも忌まわしく思い、部族抹殺を思い立った（実行はしていない）。
ただし、集落（建物）を有し、テーブルで食事をし、宗教（偶像）を拝む、など、一般的なペルシダー人よりも先行している文化を持っている。
アザール族
第6巻に登場。成人男性は2メートル以上になる。牙状の黄色い歯が特徴。武器は棍棒と石のナイフ。
人食い人種であり、「アザールの人食い巨人」として恐れられている。
剣歯人
第7巻第1部に登場。カリ族の近くに住んでいる食人部族。肌は黒く、尻尾があり、上顎に2本の牙が生えている。
ペルシダーの一般語（共通語）が通じない。尻尾は飾りではなく、握力がある。

## キャラクター
繰り返し登場するメイン・キャラクターと、そうではないゲスト・キャラクターに大別される。

### メイン・キャラクター
メイン・キャラクターは、第1巻から登場し、途中の欠場はあるものの、第7巻に再登場する。
デヴィッド・イネス
創元版ではディヴィッド・イネス。本シリーズの主人公で、コネチカット州の鉱山主の忘れ形見。ペルシダーに到着した際は、20歳になる少し前だった。第1巻では、その後10年に渡ってペルシダーで過ごしている（本人は、1年程度だったと思っていた）。
第1巻、第2巻、第6巻では単独で主人公を務める（物語も、第一作の冒頭と締め以外は彼の一人称で語られる）。第7巻では、部下のホドンと主役の座を分かち合い、三人称で描かれる。
第3巻では準主役に留まるものの、北極の開口部を発見するなど、重要な役割を果たしてる。一方、その後、虜囚となり、第4巻では終盤にわずかしか登場しない。第5巻でも登場は終盤のみだが、こちらでは「フォン・ホルスト捜索隊を率いて遠征する」という能動的な活動を見せている。
第1巻で、翼竜の一種であるマハールがペルシダーを支配している様を見、ペルシダー人を解放すべくペルシダー帝国建国を試み、初代皇帝に収まる。その後、必要な資料を取りに地上へ帰ったところ、留守中に帝国が分裂した。しかし、帰還後に再び帝国をまとめ上げ、マハールを版図から駆逐して皇帝として君臨した。以後、何度か帝国の安全が脅かされたものの（第3巻、第6巻、第7巻）、帝国が分裂するような危機には至らなかった。
ボクシングの心得があり、巨体を誇るジュバルを倒している。また、予備校、大学と野球をしており、コントロールの良いピッチャーだった。第1巻では、石つぶてを投げる際、大いに役立っている（第2巻以降は、銃火器か弓矢で武装している）。反面、足は遅く、走塁の際には口汚く罵られていた。
彼によると、地底世界では体重が軽くなるらしいが、一度しか言及されていない。
第6巻で、地上が1939年だとジェイスン・グリドリーから知らされる。デヴィッドは56歳になっているのだが、外見も体力も20代のままだった（1883年生まれと思われる）。
他の長期シリーズ（火星シリーズ、ターザン・シリーズ）と違い、子供は生まれなかった。また、他の3大シリーズの主人公が何らかの特殊能力（あるいは超能力そのもの）を有しているのに対し、彼はそれに類するものがない（ただし、第6巻では、弓矢を自作して獲物を獲るなど、野生児ターザンに類する能力も見せている）。
アブナー・ペリー
デヴィッドの友人にして敬愛すべき老人。敬虔なクリスチャン。デヴィッドの鉱山の技師で、「鉄製もぐら（創元版では「鉄モグラ）」の設計・建造を行った。地質学にも詳しい。
地上では、わずかな距離でもタクシーを使うほど虚弱だったが、ペルシダーの原始生活で10歳は若返ってみえるようになった。
デヴィッドの要請で、マハールと戦うための文明（主に火器、帆船など）を与えたが、根は優しい人物であり、戦いは本来の望むところではない。
最初に試作した火薬は燃えず、消化剤として機能した。また、最初の船は進水式で転倒するなど、失敗も多い。この点は進捗せず、最終巻では気球を造ったものの、ガスを逃がす機能を取り付けるのに気がついていなかったため、みすみすダイアンを放浪させてしまう、というミスを犯した（ロープは地上のドラムに巻きつけていたものの、その結び目が解けていた）。
第6巻で、地上が1939年だとデヴィッドから知らされる。ペリーは101歳になっていたが、自覚はなかった（36年前、ペルシダーに到着した時は、65歳だったことになる）。
ダイアン
通称、美女ダイアン（創元版では美貌のダイアン）。本シリーズのヒロイン。第1巻と第2巻ではヒロイン、第6巻と第7巻ではヒロインの一人として登場するが、それ以外の巻では影が薄い（第3巻、第4巻は直接的には出てこない。第5巻では間接的にも出てこない）。
アモズ族の王の娘で、兄はダコール。母はサリ族の先代王の娘で、ガークの妹。気丈で勇敢な性格。
ジュバルの求婚を避け、サゴスの捕虜となっている時、デヴィッドと知り合う。彼と結ばれ、ペルシダー帝国の皇后となった。
ガーク
通称、毛深い男ガーク。サリ族の王。ダイアンと同じくサゴスの捕虜となっていたところをデヴィッド、ペリーと知り合う。
当初から、信頼できる頼もしい友人として描かれており、彼のサリ族と、ダコールのアモズ族の同盟がペルシダー帝国の基盤となった。デヴィッドの不在時にも忠誠を保っており、サリは事実上のペルシダー帝国の首都として機能している。
建国後は陸軍を統べる地位についており、アノロックのジャと同じく、帝国の重臣となっている。防衛や後衛など、目立たない部署につくこともある（第3巻、第4巻、第6巻）が、非常に信頼できる男であり、デヴィッドの危機を救ったこともある（第7巻第1部）。
ジャ
通称、アノロックのジャ。アノロック諸島に住むメゾプ族の王。漁師であり戦士でもある。マハールは魚も好むため、メゾプ族と中立を保っているほか、アノロック諸島に秘密の儀式を行う場所を持っており、ここで人間の踊り食いをする様を、デヴィッドはジャから見せられた。
第1巻の登場は中盤のみ。初登場時はデヴィッドと争う気構えだった（デヴィッドにカヌーを奪われたため）ものの、直後にデヴィッドに命を救われてからは、無二の親友として、部族にも忠誠を誓わせる。
第2巻では、デヴィッドとペリーが遭遇した最初の友好部族であり、以後、帝国に欠かせない存在として海軍の要となった。ジャは帝国海軍の提督であり、ガークと共に帝国の支えとなっている。
第3巻では、デヴィッドと捕虜のフィットの3人で、コルサールを偵察するため、小型ボートで大海に出ている（ただし、途中で捕虜となった）。その後、逃走に成功、第4巻の終盤では、デヴィッド奪還の艦隊を率いて登場した。第7巻でも船長として部下を統率している。
ダコール
通称、強者（つわもの）ダコール（創元版では強い男ダコール）。アモズ族の王の息子で、ダイアンの兄。第1巻で世襲し、王となった。
彼とガーク（サリ族）の同盟が帝国の基盤となったが、デヴィッド不在時にはフージャの姦計にはまり、サリ族と反目した。第2巻では直接の登場はなく、間接的に言及される存在。第4巻の終盤では、デヴィッド奪還の艦隊に加わっていたが、ほとんど間接的な出番に留まっている。重要人物ではあるが、非常に影が薄い。
しかし、第2巻では、彼の友人であるジュアグがデヴィッドとダイアンのために活躍しており、間接的に貢献している。
最後の出番は第7巻第1部で、ダイアンの乗った気球が放浪しているのを、それと知らずに狩猟隊の仲間と見上げる場面であるが、非常に短い。なお、同じ第1部において、「アモズの王はカンダー（穴居人であり、クロマニョン人並み）」となっており、ダコールの地位については不明。

### ゲスト・キャラクター
当該巻のみか、前後2巻程度にしか登場しないキャラクター。
フージャ
通称、狡猾な男フージャ。その名の通り狡猾な性格で、第1巻、第2巻の悪役。当初は、ダイアン、ガークと共に、サゴスの捕虜にされていた。第1巻では、小悪党的な存在だが、ダイアンとマハール（トゥ・アル・サ）をすり替え、帝国崩壊のきっかけを作った。
第2巻ではマハールと共闘しており、島を拠点に軍隊を擁するほどに成長している。
ジュバル
通称、醜男ジュバル（創元版では醜い男ジュバル）。第1巻に登場。元はハンサムだったが、野獣との格闘で顔の半分をちぎられ、醜い容姿となった。巨躯と怪力の持ち主で、ダイアンを伴侶に希望したが逃げられる。執拗な追跡の末、デヴィッドと戦闘となり命を落とした。
グールク
スリア族の王（創元版第1巻ではソリア、第2巻ではサリア）。息子はコーク。第2巻では、コークを使者としてペルシダー帝国に送った。
温厚な民族ではあるが、石橋を叩いて渡る流儀で、割符をなくしたデヴィッドを信用しなかったものの、捕獲も殺害もせずに部族から追い出した。
グル・グル・グル
第2巻に登場。フージャの島に住む獣人の長。猿人だが、顔は羊に似ている。比較的温厚な種族で、農耕を営みメロンを栽培している。
当初は誤解からデヴィッドを捕虜としたが、フージャと敵対していることがわかると味方になった。
ラジャ
創元版ではラージャ。現地語でジャロックと呼ばれる動物（ヒエノドン）。創元版では、ジャロク（ハイエノドン）。
第2巻に登場。デヴィッドに救われ、彼の忠実なパートナー（愛犬、番犬、猟犬）となった。連れ合いはラニー（ラジャの女性系）と名づけられている。名前は、昔、デヴィッドが飼っていた犬のものと同じ。
タナー
通称、疾風のタナー（創元版では快足のタナー）。ガークの息子で、第3巻の主人公。第4巻終盤のデヴィッド奪還艦隊にも加わっている。
ダイアンからは息子のように可愛がられている、と説明されているが、世代的には両者は同じはずである（ガークの妹がダイアンの母）。第2巻までには存在せず、第3巻で唐突に登場した。
ステララ
第3巻のヒロイン。コルサール人の頭領エル・シドと、アミオキャップ島のアララの娘。実際は、父はアミオキャップ島のパラートの族長、フェドール。アララそっくりの美貌と、フェドールと同じ形の左肩の痣が身の証。母の兄は、ラル族のヴァルハン（創元版ではバルハン）。
第7巻でわずかながら再登場し、進水式で快速帆船「ジョン・タイラー号」の命名役を担った。
エル・シド
コルサール人の頭領。直接的な登場は第3巻のみ。ペルシダー帝国の軍事力を得ようと、捕らえたタナー、デヴィッド、ジャに協力を求めるが、拒まれ、脱走される。タナー、デヴィッドを再度捕獲した後は、地下牢に閉じこめた。タナーは脱走したものの、デヴィッドは囚われたままだった。
第4巻では直接には登場しないが、デヴィッド解放の要求を、飛行船0-220号とペルシダー艦隊に突きつけられている。
ボハール
通称、血を好むボハール（創元版では流血のボハール）。コルサール人。第3巻に登場し、ステララに結婚を迫った。残虐な性格。
バルフ
コルサール人。第3巻に登場。エル・シドに次ぐ地位にあると見られる。ボハール亡き後、ステララに迫った。
ジェイスン・グリドリー
地上人で、ターザナに住んでいる。バローズとも顔見知りで、グリドリー波という波長を発見した。これにより、ペルシダーとの無線通信が可能になったほか、火星（バルスーム）との通信にも利用されている。
第3巻でデヴィッドの窮地を知り、自ら救出に乗り出す決意をする。第4巻でターザンをスカウトし、救出に乗り出すものの、二次遭難してしまう。
ターザン
第4巻に登場。ターザン・シリーズの主役。グリドリーに見込まれ、資金・資材を提供し、デヴィッド救出隊の隊長に収まる。
しかし、現場では単独行動の結果、遭難してしまう。捜索隊をも二次遭難させ、隊長としては不名誉な行動となった。
タル・ガシュ
第4巻に登場したサゴス。部族でも有数の地位にあったが、捕獲したターザンの処遇を巡って族長と対立し、逃走。以後、ターザンと行動を共にするが、ターザンがシプダール（プテラノドン）に攫われ、運命が絶望視されたため、部族へ戻っていった。なお、「タル・ガシュ」とは、サゴスの言葉で「白い牙」の意味。
ワジリ族
ターザン配下の黒人部族。勇敢で優秀な戦士たち。ムヴィロ以下、10人が登場した。二次遭難したものの、終盤でターザンと合流し、ライフルにものをいわせてターザンらの窮地を救った。
ズップナー
飛行船0-220号の船長。部下は航空士のドルフ、操縦士のハインズ中尉、他。
ジャナ
通称、＜ゾラムの赤い花＞と呼ばれる、ゾラム族の女性。第4巻のヒロイン。ソアという兄がいる。
ラストで「グリドリーとサリへ行く」と述べたが、その後の消息は明言されていない。グリドリーが飛行船0-220で帰還しており、第6巻でゾラム族のズォルに「ジャナは恋人と別世界へ行った」と言われているので、グリドリーと地上にいるものと思われる（グリドリーは、金星シリーズ第1巻『金星の海賊』冒頭に、わずかながら登場している）。
フォン・ホルスト
飛行船0-220号の航空士。フル・ネームは、フリードリッヒ・ヴィルヘルム・エリック・フォン・メンデルドルフ・ウント・フォン・ホルスト。
第4巻で二次遭難する。第5巻では主役を務め、原始社会を生き抜き、ロ・ハール族の族長に上り詰めた。ラストでデヴィッドと邂逅、サリ行きを勧められる（グリドリーが飛行船0-220号で再来することを考慮して）。返事は明言されていない。
ラ・ジャ
第5巻のヒロイン。ロ・ハール族の族長ブルンの娘。父が行方不明のため、彼女の結婚したフォン・ホルストが族長となった。その後、父が帰還した。
第7巻ではサリに住んでいるようなので、フォン・ホルストもサリに住んでいるものと思われる。
ダンガー
創元版ではダンガル。第5巻に登場。トロドンに拉致されていた時にホルストと知り合い、友人となる。
サリ人だが弓矢を知らないので、ペルシダー帝国建国以前から、サリを留守にしているものと思われる。
アー・アラ、マ・ラーナ
意味は「りこうものの白ひげ、殺し屋」。創元版では「白ひげおやじ、人殺し」。第5巻に登場したマンモス。左頬に白い毛が固まって生えている。
非常に賢いが、人間に懐かない性格。マンモス族が仕掛けた罠から救ったことで、フォン・ホルストのパートナーとなった。
ズォル
創元版ではゾール。第6巻の準主役。ゾラム族の男性。女戦士のオーグ族（創元版ではウーグ族）の捕虜となっている時、デヴィッドと知り合う。
クリート
第6巻の準ヒロイン。スヴィ族（ペルシダー帝国所属）の女性。狂人一族のジュカン族の捕虜となっている時、デヴィッド、ズォルと知り合う。
途中、デヴィッドとはぐれるが、無事ズォルとスヴィへ到着、子供を産んでいる。本シリーズで赤ん坊（次世代）が登場することは珍しい。
マストドンの親子
第6巻に登場。父、母、子供の3頭の家族。子供が沼地で溺れそうになっているところをデヴィッドらに助けられ、パートナーとなった。
ホドン
通称、疾風のホドン（創元版では快足のホドン）。第7巻の主人公の一人。ペルシダー帝国の戦士（伝令）。
オー・アア
第7巻のヒロインの一人。カリ王ウースの娘。ペルシダー人には珍しく、口数と語彙が多い。
ラーナ
意味は殺し屋。第7巻に登場したジャロック。ザーツ族に飼われていたが、主人を亡くし、オー・アアに飼われる。元の名は不明。
アー・ギラク
第7巻に登場。地上人だが、自分の名を忘れているため、便宜上ガークが「アー・ギラク（老人）」と名づけた。ドリー・ドーカスという船で遭難し、ペルシダーに漂着した。その間に人肉の味を覚えている。剣歯人一族にホドンとオー・アアが捕虜になった時、出会った。
船乗りとしては優秀で、ペルシダーとしては最新式の快速帆船ジョン・タイラー号（第10代アメリカ合大統領に由来）を設計、建造・運行の指揮を取っている。非常に口数の多い性格で、さしものオー・アアも圧倒されていた。
1845年に、40歳でドリー・ドーカスの遭難に遭う。1790年3月29日生まれのジョン・タイラー（第10代アメリカ合大統領）より15歳若い（同じ誕生日）。デヴィッドに「153歳」と知らされたが、ペルシダーでは常に真昼なので、本人は60歳程度だと思っていた。後に、ペリーにも同じ指摘を受けている。第2部、第3部の初出（雑誌掲載）は1942年なのだが、時代設定は1958年と思われる。なお、歯は全て抜け落ちているが、それでもオー・アアを食べようとした。

## クロスオーバー
エドガー・ライス・バローズの代表作は、火星シリーズとターザン・シリーズが量的にも歴史的にも双璧であり、本作は及ばない。しかし、本作ではターザンとの競演により、バローズの作品でも特殊なものとなっている（月シリーズの主人公は火星（バルスーム）を目指して出発したが、到達していない。金星シリーズも火星を目指したが、こちらはバルスームではなく、「生物の生存している可能性がある星」、つまり現実としての火星である）。
また、グリドリー波（ジェイスン・グリドリー）の登場により、火星・金星とも接点を持っている。

### ジェイスン・グリドリーとグリドリー波
本シリーズの特徴として、グリドリー波の登場が挙げられる。これは、第3巻にてジェイスン・グリドリーによって発見された。これによりペルシダーとの通信が可能になり、バローズは新鮮な情報を手にすることが可能になった（第6巻でも触れている）。
グリドリー波は火星にも到達するため、火星との交信にも使われている（火星シリーズ第7巻『火星の秘密兵器』、第9巻『火星の合成人間』）。また、ジェイスン・グリドリーは、金星シリーズ第1巻『金星の海賊』冒頭にて、バローズに電話をかけた後、直接会って「フォン・ホルスト生存」の報をもたらしている。
なお、ジェイスン・グリドリーは、第4巻の主役（の一人）として、ペルシダーでの冒険に身を投じている。

### ターザンと飛行船O-220号
第4巻『地底世界のターザン』（『ターザンの世界ペルシダー』）では、ターザン（と部下のワジリ族）がペルシダーを訪れている。これで、直接的に両シリーズが融合しているのだが、設定部分でも、ターザン・シリーズの前作を引き継いでいる。
飛行船O-220号は、新素材ハーベナイトの存在なしには建造できなかったのだが、この金属は、エリッヒ・フォン・ハーベンが、ウィラムワジ山脈での二度目の冒険で入手した情報を元に採掘されたものである。一度目の冒険は、前作『ターザンと失われた帝国』（1928年~1929年）で描かれており、妻のフェヴォニアを得たのもこの時である。
また、ターザンがペルシダーで遭遇したサゴス族は、アフリカの類人猿（マンガニ）の使う言葉を使用しており、ターザンの興味を引いている。
ターザン・シリーズの次作『無敵王ターザン』（1930年）では、ターザンの長期不在（飛行船によるもの）を知った革命家が、資金源としてオパルの秘宝を狙っており、本作の設定が続いている。
ところで、本作は、最終章である「17　再会」（312頁から。創元版は316頁より）の途中まで地上人側（ターザン、グリドリーら0-220号の人員）のペースで進み、シリーズおなじみのペルシダー帝国の人物（艦隊）が登場するのは、終盤も押し迫った317頁から319頁にかけてである（創元版『ターザンの世界ペルシダー』では321頁から323頁）。ちなみに本編は331頁までとなっている（創元版は335頁）。コルサール人は登場するものの、エル・シドら前作の登場人物はほとんど登場しない。野田昌宏は、『地底世界のターザン』の解説において、本作を「ネタ切れに苦しんでいる」と評している（作品概説で述べた通り、本作のプロットは『時間に忘れられた国』第2部の焼き直しである）。
なお、「O-220」という番号は、当時のバローズの電話番号である。

### バローズの反ドイツ感情
バローズは反ドイツ感情をもっており、通常、ドイツ人は大抵悪役となっている（『野獣王ターザン』、『時間に忘れられた国』など）。第5巻の主人公、フォン・ホルストがドイツ人である理由について、翻訳者の厚木淳は、
- 「当時（連載は1935年、単行本は1937年）のドイツ（ワイマール共和国が倒れ、ヒットラーが台頭した初期。国際的には、平和的で民主的な姿勢を見せていた）にバローズが共感を持ったからではないか?」

と推測している。
フォン・ホルストのみならず、ズップナー船長、ハインズなど、O-220号の乗組員にはドイツ系の名前が見受けられている。O-220号が建造されたのはドイツのフリードリッヒスハーフェンであり、飛行試験の目的地はハンブルクであった。『ターザンと失われた帝国』の主人公、エリッヒ・フォン・ハーベンもドイツ人である。
なお、前述の『野獣王ターザン』は、『ドイツ冒涜者ターザン』として1925年3月に抄訳版がドイツで出版され、バローズに対する非難が巻き起こっている。バローズは謝罪し、その潔さは評価されたが、結局はヒットラーの台頭で芸術が弾圧されており、バローズ作品も例外ではなかった。1938年には、一転して反ドイツ（反ヒトラー、反ナチス）色溢れる『金星の独裁者』（金星シリーズ第3巻）を発表している（ただし、原題は"Carson of Venus"）。

## 映画
地底王国 (At the Earth's Core)
1976年公開。アミカス・プロダクション製作のイギリス映画。第1作の映像化。
同プロダクションは、以下の通りバローズの小説を他にも映画化している。原作は『時間に忘れられた国』（全3部）の第1部と第2部だが、2作ともアレンジが強く、特に2作目は別モノに近い。
恐竜の島 (The Land That Time Forgot)
1975年。原作は『時に忘れられた世界』
続・恐竜の島 (The People That Time Forgot)
1977年。原作は『時に忘れられた人々』